# Lakeview (Chicago)
Pour les articles homonymes, voir Lakeview.

Situation de Lakeview dans la ville de Chicago

Lakeview est l'un des 77 secteurs communautaires de la ville de Chicago aux États-Unis. Le quartier gay de Boystown, l'un des plus importants des États-Unis se trouve dans ce secteur de Chicago.

## Lieux de culte
- Synagogue Anshe Emet
- Synagogue Anshe Sholom B'nai
- Temple juif réformé Sholom
- Synagogue Chabad

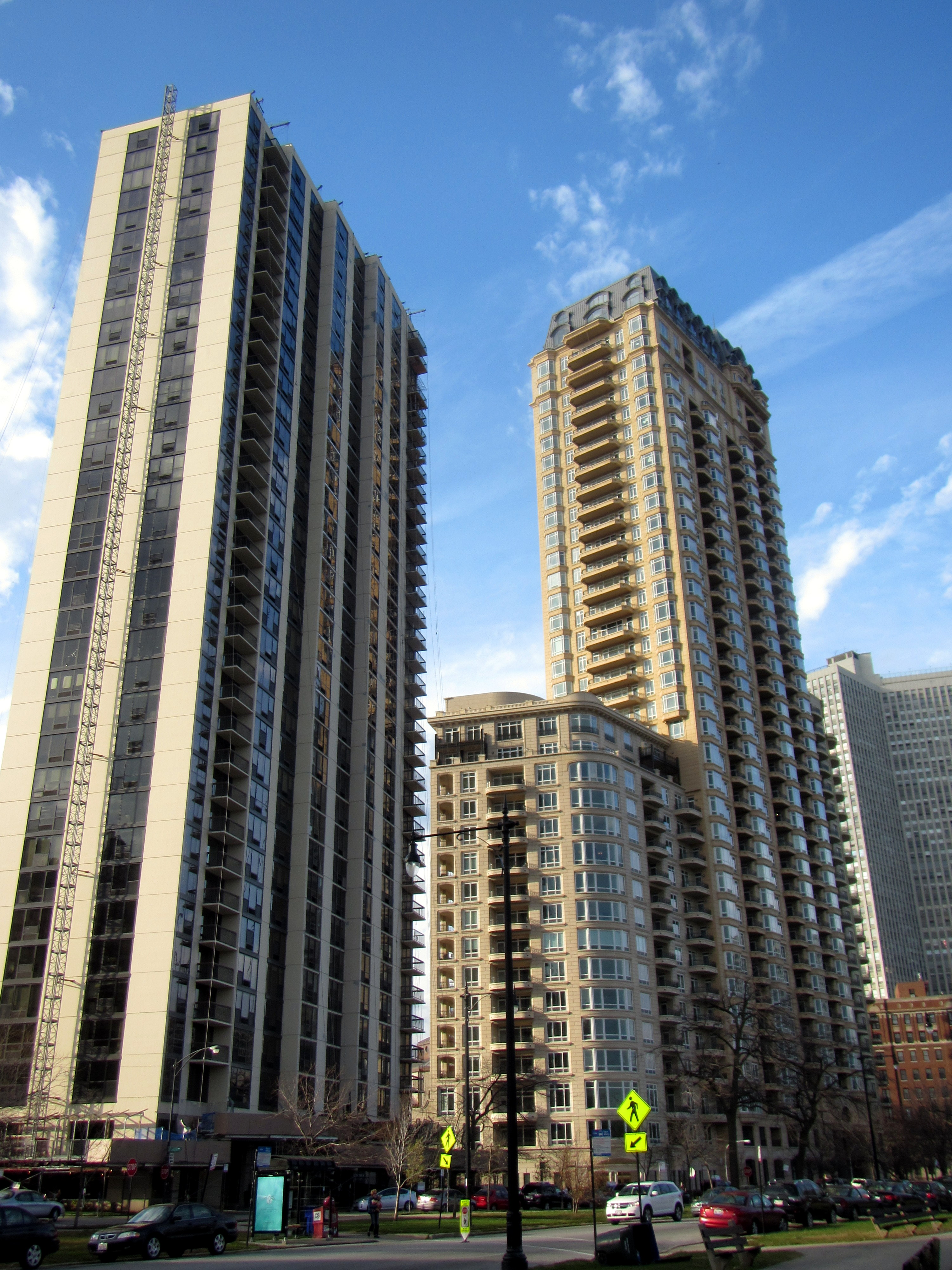
Immeubles résidentiels de Lakeview.

- Église baptiste de Cornelia Avenue
- Église luthérienne-évangélique de Saint-Luc (Saint Luke Church)
- Église luthérienne de Lakeview
- Église luthérienne de la Résurrection ( Resurrection Church)
- Église presbytérienne de Lakeview
- Missio Dei
- Église catholique Notre-Dame-du-Mont-Carmel (Our Lady of Mount Carmel Church)
- Église catholique Saint-Alphonse (Saint Alphonsus church)
- Église épiscopalienne Saint-Pierre (Saint Peter's Episcopal Church)
- Mosquée du North Side de Chicago, Roscoe Masjid.